# 탈냉전 시대
탈냉전 시대(Post–Cold War era)는 세계사에서 소련이 붕괴한 1991년부터 2017년까지를 말한다. 2018년 미중간의 패권경쟁이 본격화된 이후 2차 냉전 시대로 이어졌다. 일부에서는 베이징 올림픽이 개최되고 남오세티야 전쟁이 일어난 2008년을 탈냉전의 종식시기로 보기도 하며 유럽쪽에서는 우크라이나의 정치적 위기가 발발한 2014년을 탈냉전의 종식시기로 보기도 한다.
탈냉전 시대를 규정짓는 특징은 세계화이며, 일견 역설적이지만 민족주의 역시 발호하고 있다. 이런 거시결과는 인터넷과 휴대전화라는 신문물에 의해 가능해졌다. 모더니즘의 절대진보 이념에 대한 반작용인 포스트모더니즘과 문화 상대주의가 발생하기도 했다.
탈냉전 시대를 주름잡는 패권국은 미국이다. 한편 중화인민공화국이 약한 제3세계 국가에서 새로운 초강대국으로 부상하면서 탈냉전의 시대는 종말을 맞이했다. 유럽 대륙의 경제적 통합 역시 가시적인 변화이다.
환경주의도 탈냉전 시대 이후에야 진지하게 논해지기 시작했다. 1988년 폭염으로 옐로스톤 국립공원의 40%가 불에 탄 이후 지구 온난화가 대중 담론의 무대에 등장했고, 재활용이 거의 모든 국가 거의 모든 지역에서 보편화되었다.

## 같이 보기
- 국제 관계 (1989년 이후)
- 제2차 냉전
- 냉전
- 사우디아라비아-이란 대리 분쟁
- 군비 경쟁
- 핵 군비 경쟁
- 디지털 혁명
- 테러와의 전쟁
- 전간기